# Rosemary Hume
Rosemary Hume (1907 – 1984) fue una cocinera, escritora, empresaria británica, directora y fundadora de Le Cordon Bleu en Londres.
Se formó en la escuela Le Cordon Bleu en París, Francia. En 1933, creó Le Cordon Bleu en Londres.
En 1953, Rosemary Hume preparar el almuerzo para los huéspedes en la coronación de la Isabel II del Reino Unido, el plato es llamado Poulet Reina Elizabeth. 
Una receta a base de pollo frío y una cremosa salsa al curry para ser servida en el banquete de coronación. Autor de grandes libros clásicos de la cocina. 

## Libros
- 1972, Gran Diploma Curso de Cocina (Rosemary and Downes y Muriel Hume)
- 1972, Mermeladas, conservas y encurtidos  (Rosemary Hume y Muriel Downes).
- 1976, Cordon Bleu Postres y Pudines (Rosemary Hume y Muriel Downes).
- 1982, Lo mejor de Cordon Bleu.
- 2013, Libro de Cocina. con Constance Spry. (ISBN 978-1-909166-21-9)